# Regina Benavente
Regina Benavente, née le 21 janvier 1932, est une compositrice argentine.

## Biographie
Regina Benavente nait le 21 janvier 1932 à Buenos Aires, fille de Manuel José Benavente qui lui donne ses premiers cours de musique. Elle entre au Conservatoire national de musique (es), où elle étudie l'harmonie, le contrepoint, le piano et l'histoire de la musique. Elle a pour professeurs Abraham Jurafsky, Roberto García Morillo, Pedro Sáenz Amadeo (es), Gilardo Gilardi (en) et Rafael González. Elle a également suivi des cours auprès d'Alberto Ginastera et, en 1967 et 1968, elle a été élève au Centro Latinoamericano de Altos Estudios Musicales (es). 
Au cours de sa carrière, elle enseigne l'harmonie et le contrepoint au Conservatorio Nacional de Música et à l'Institut Santa Ana de Buenos Aires.

## Œuvres
En tant que compositrice, Benavente a produit un certain nombre d'œuvres pour orchestre ; elle a également composé pour des ensembles de chambre, pour piano, pour voix et pour chœur, et a également été active dans le domaine de la musique électronique,. 
- Pastoral y Danza
- Sinfonía de primavera
- Kronos
- Galaxias
- Secuencias
- Toccata

## Prix
- 1962 : Prix Helena Rubinstein en composition lors de la Santa Cecilia International Competition[4]